# Conductix-Wampfler

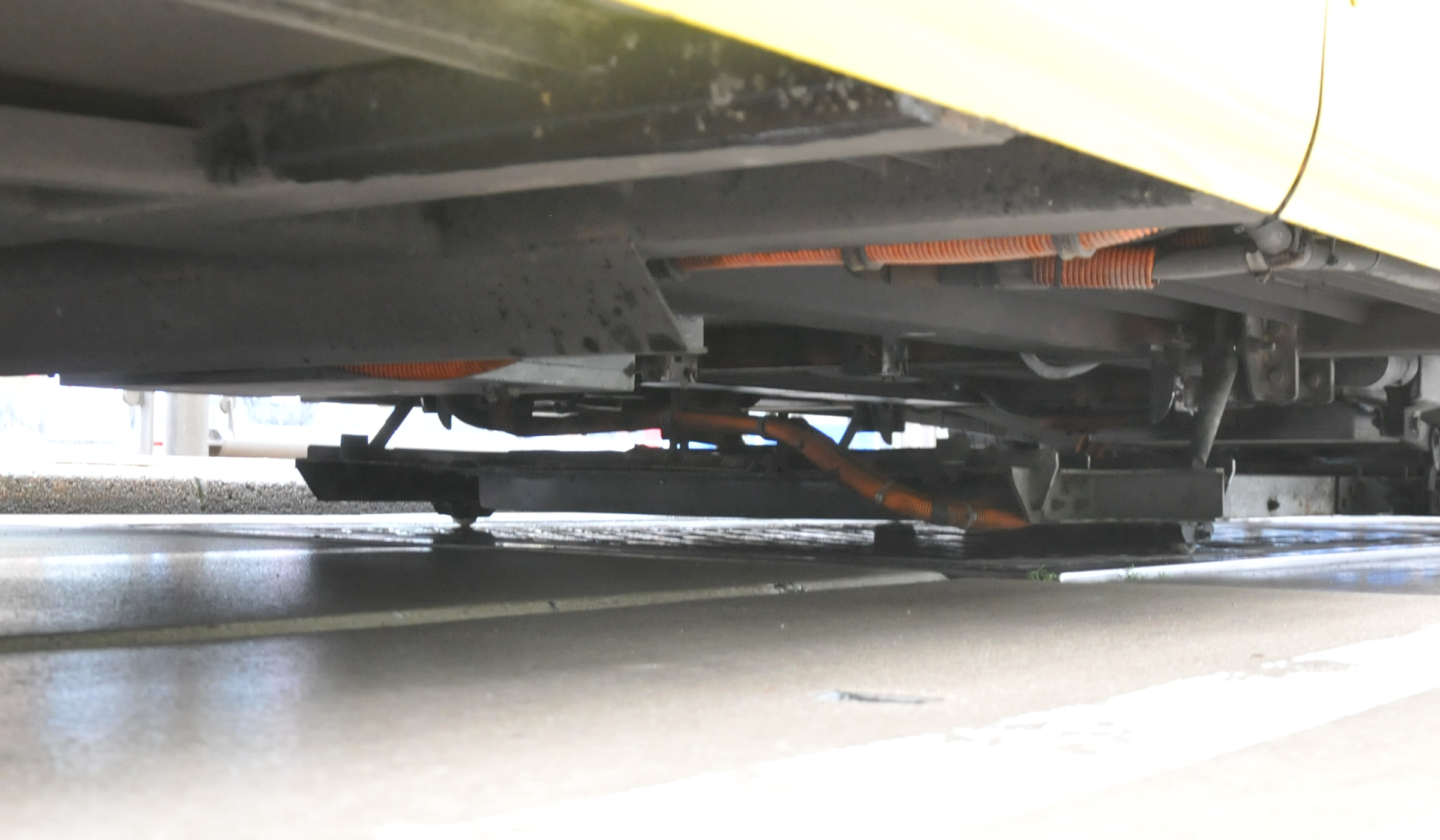
Conductix-Wampfler Energieübertragung

Historisches Firmenlogo von Wampfler

Die Conductix-Wampfler GmbH ist ein Hersteller von Systemen für die Energie- und Datenübertragung zu beweglichen Verbrauchern mit Sitz in Märkt, einem Stadtteil Weil am Rheins. Diese ist mit weiteren Gesellschaften zur Conductix-Wampfler Gruppe zusammengefasst, die nach eigenen Angaben mit rund 1000 Mitarbeitern im Jahr 2010 einen Gesamtumsatz von über 250 Millionen Euro erwirtschaftet hat.

## Geschichte
Das Unternehmen wurde 1959 von Manfred Wampfler in Lörrach gegründet. 1963 zog das Unternehmen ins neu erschlossene Industriegebiet von Märkt. In den 1970er Jahren expandierte das Unternehmen nach Irland und in die USA, in den 1990er Jahren nach Asien.
2007 erwarb die Delachaux-Gruppe 100 % der Anteile an der damaligen Wampfler AG. Der Bereich Energie- und Datenübertragung firmiert nun unter dem Namen Conductix-Wampfler.